# Kraushöhle
Die 340 Meter lange Kraushöhle befindet sich in der Nothklamm bei Gams bei Hieflau. Die Kraushöhle ist die einzige Gipskristall führende Schauhöhle Europas.

## Geschichte
Den Einheimischen war die Höhle bereits um 1838 herum bekannt gewesen. 1881 wurde die Höhle durch einen Stollenbau unter der Führung von Regierungsrat Franz Kraus erschlossen.
Ab dem Jahre 1883 lieferte ein Kleinkraftwerk den Strom für die erste elektrisch beleuchtete Höhle der Welt. Dieser Versuch musste jedoch nach einigen Jahren wegen technischer Schwierigkeiten und aus Kostengründen wieder abgebrochen werden. Heute erfolgen die Führungen mit Taschenlampen. Die Freiwillige Feuerwehr Gams betreut seit 1963 die Höhle. Die Einnahmen der Führungen unterstützt die Feuerwehr bei Beschaffung von Ausrüstung und Fahrzeugen.

## Galerie

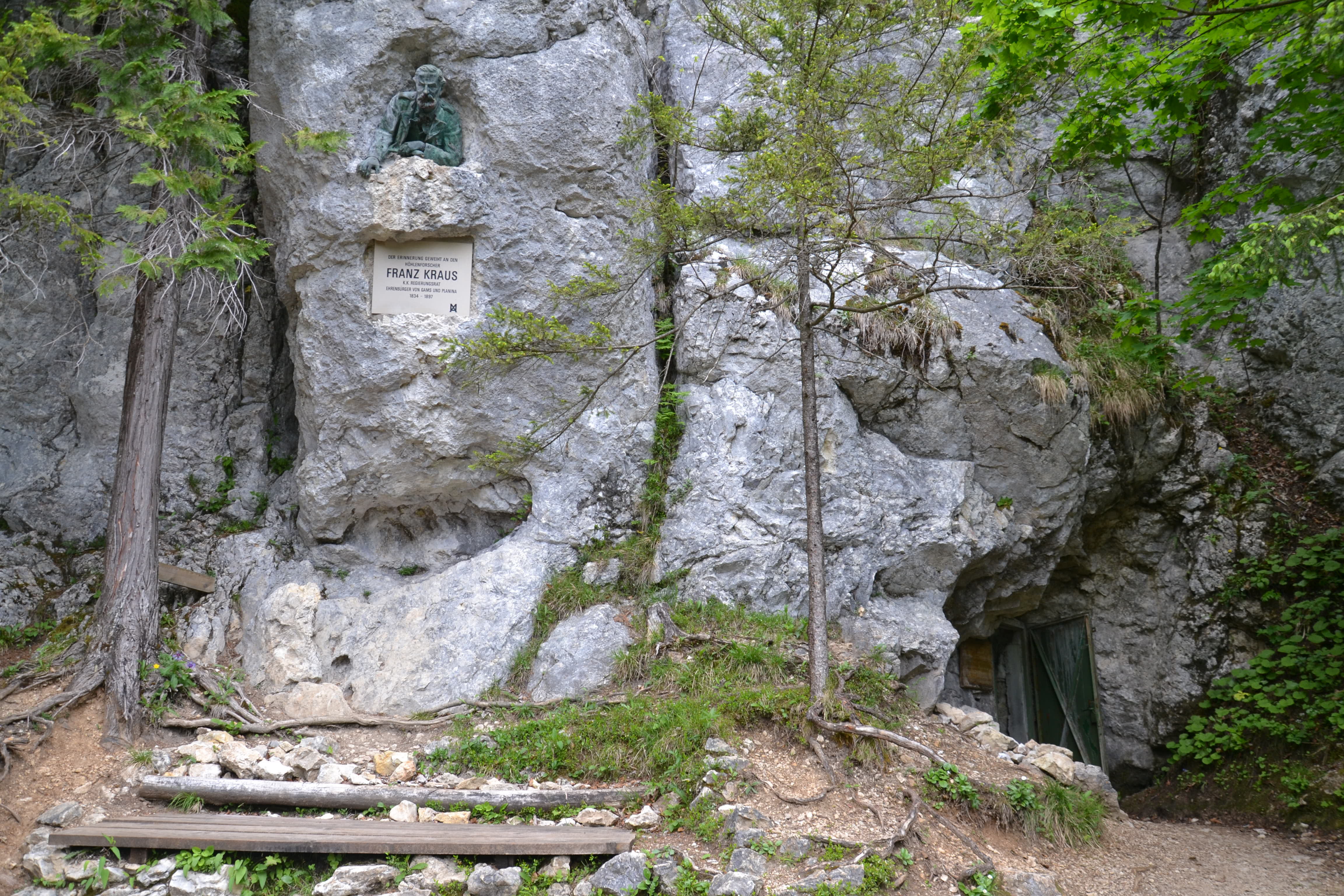
Kraushöhle – Höhleneingang mit Büste von Franz Kraus
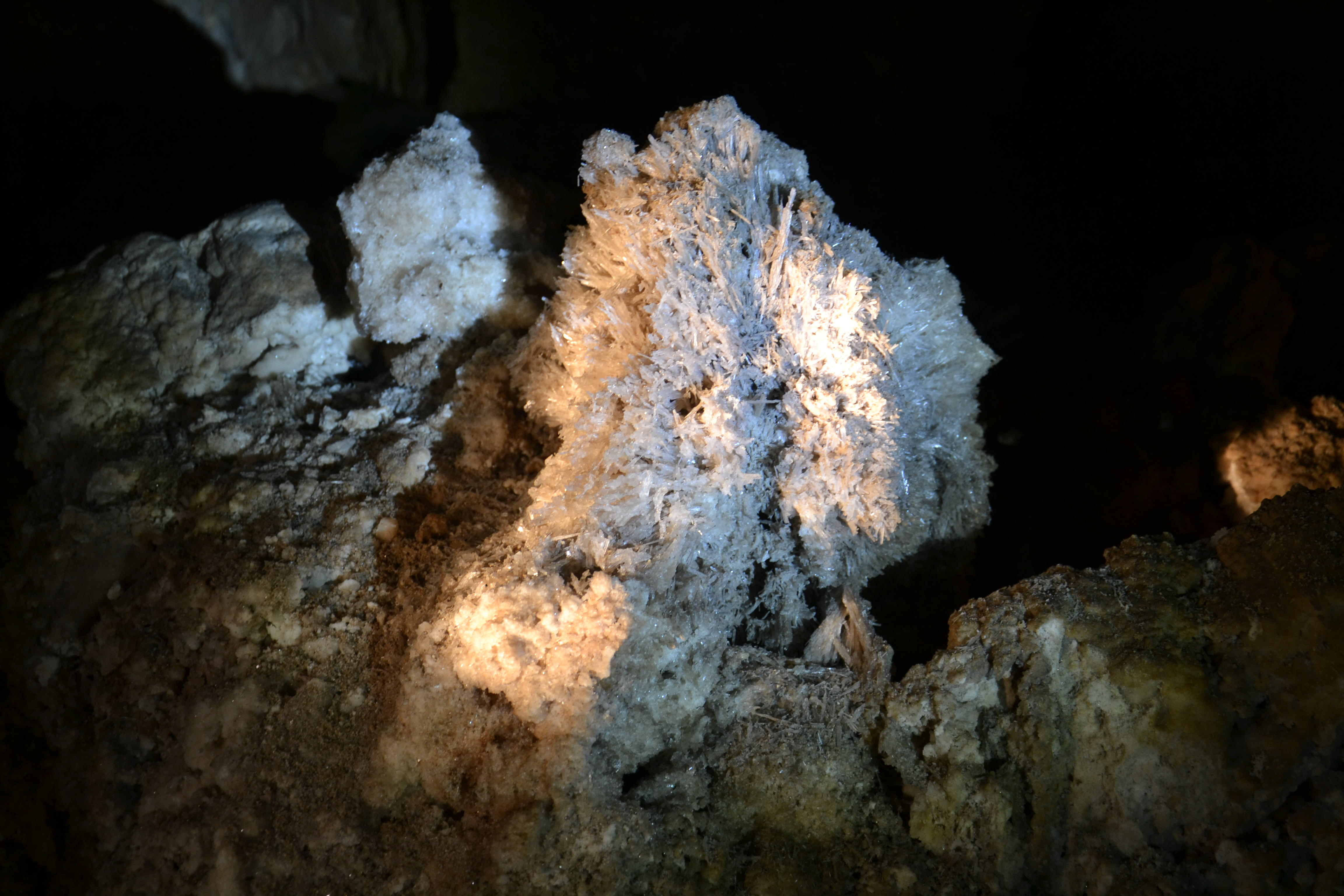
Kraushöhle – Gipskristalle
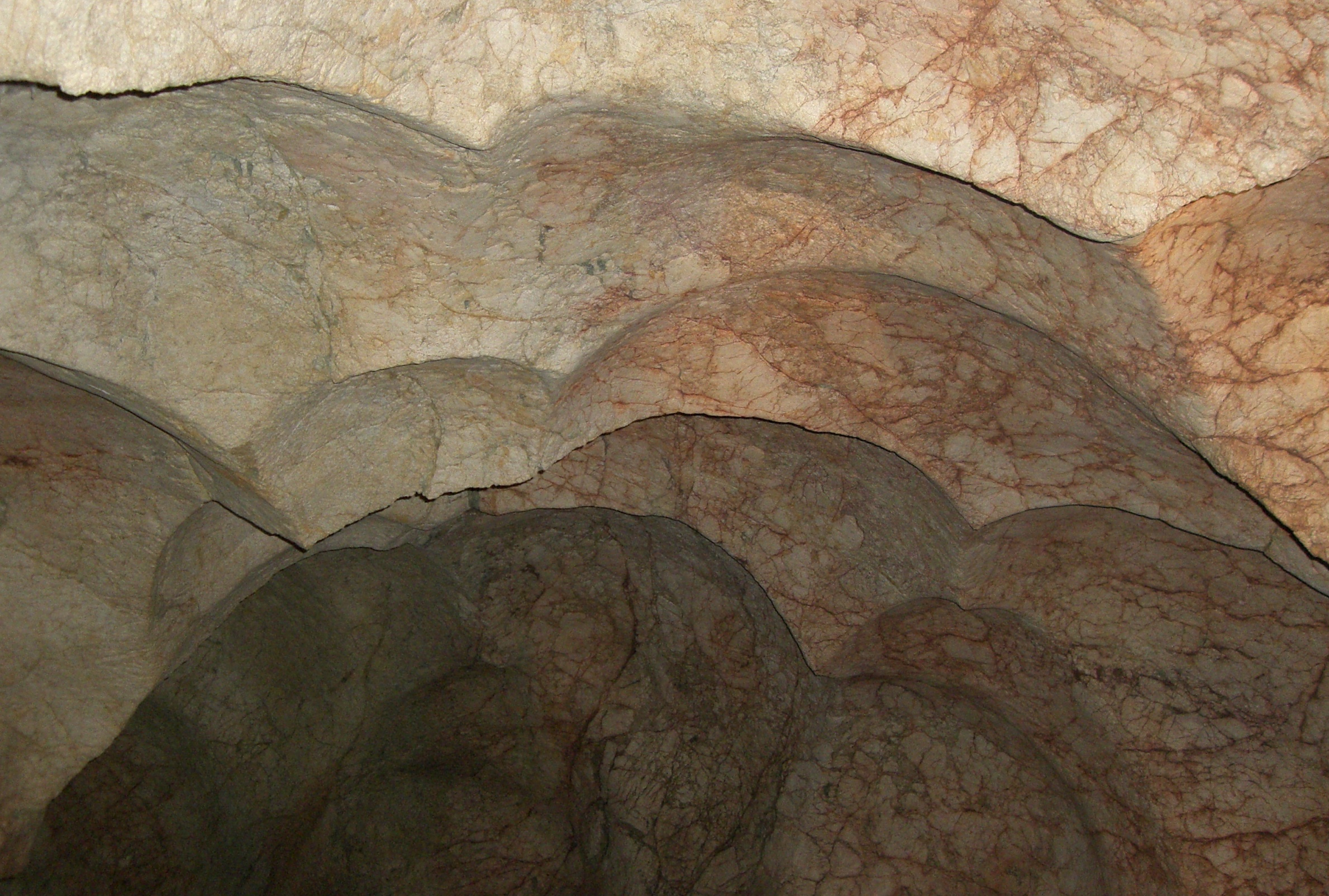
Kraushöhle – Marmorsaal